# Hillat Ara
Hillat Ara – miejscowość w Syrii, w muhafazie Latakia. W 2004 roku liczyła 1015 mieszkańców.